# Otostephanos torquatus
Otostephanos torquatus is een raderdiertjessoort uit de familie Habrotrochidae. De wetenschappelijke naam van deze soort is voor het eerst geldig gepubliceerd in 1913 door Bryce.